# 대승불교

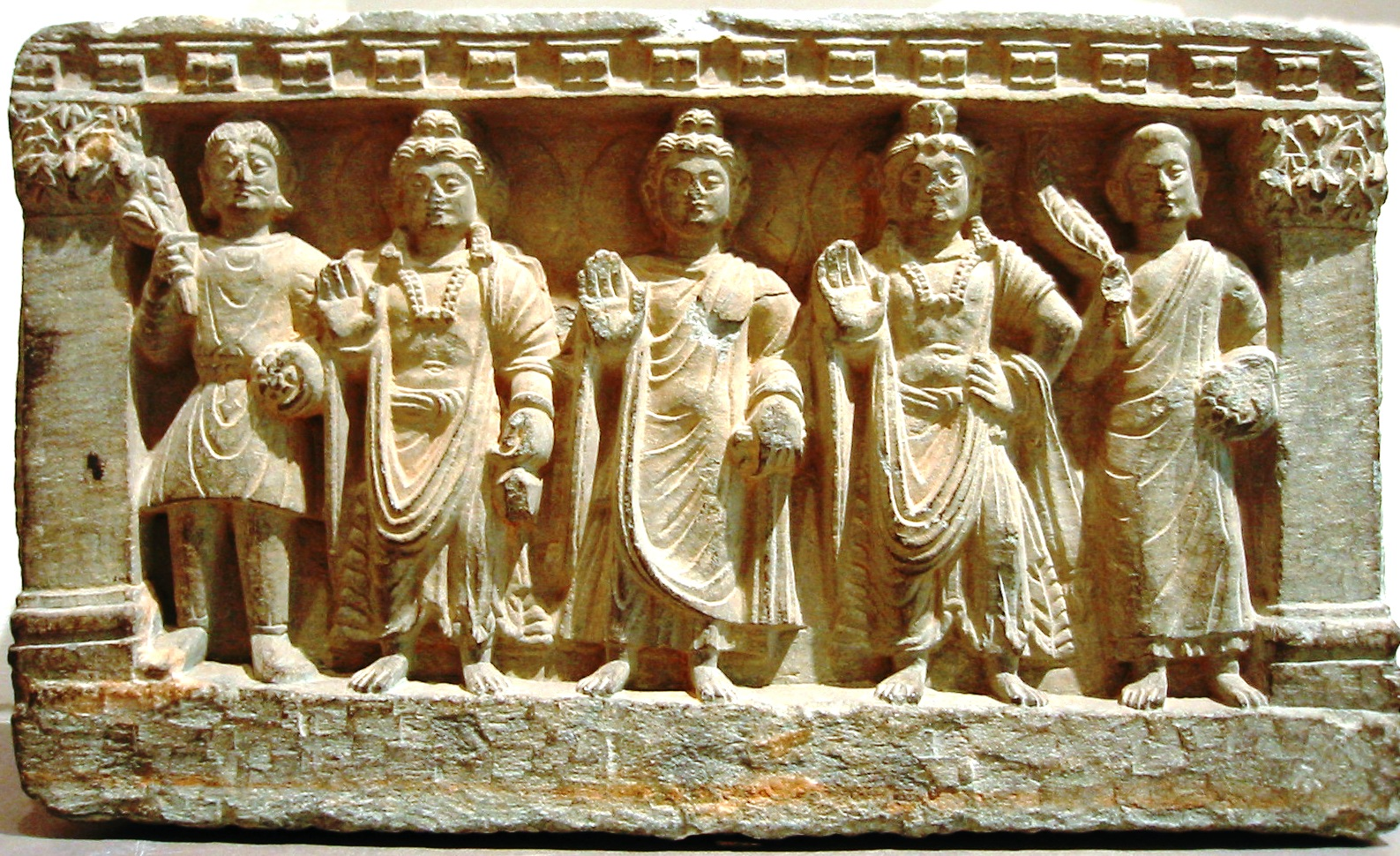

대승 불교(大乘佛敎, 산스크리트어: महायान 마하야나)는 불교의 한 종파로, "대승(大乘)"의 문자 그대로의 뜻은 '"큰 탈것"(great vehicle) 또는 "뛰어난 탈 것"이라는 뜻이며, '탈 것'이란 '가르침'을 비유적으로 나타낸 것으로 가르침에 의해 사람들을 미혹의 세계로부터 깨달음의 세계로 실어간다는 것이다.
대승불교도들은 소승(小乘)이 자기 완성(자리: 自利)을 목표로 한 '탈것'임에 대하여 대승은 많은 사람들의 구제(이타: 利他)를 목적으로 하는 큰 '탈것'이라는 것을 스스로 주장했다. 상좌부불교 중 하나인 대중부 불교가 대승불교의 기원이다.
초기의 대승 불교는 부파 시대의 불교가 고타마 붓다 당시의 원시 불교의 활동성·순수성·일반성을 상실하고 아비달마라고 하는 고정적·번쇄적·전문적인 훈고해석에 빠져버려 중생제도(衆生濟度)라는 불교 본래의 사명을 망각해 버린 것을 그 본래의 자세로 되돌리기 위해서 일으킨, 말하자면 불교 부흥 운동이라고 한다. 이 운동의 발생과 그 추진역(推進役)에 관해서는 정확하게 알려져 있지 않으나 대체로 서력 기원전 1세기경부터 재가(在家)를 중심으로 한 혹은 불탑(佛塔)을 수호하고 있던 사람들에 의해서 이루어졌으며 그 지역도 남인도에 원형(原型)이 생겨서 북인도에서 확립되었다고 한다.

## 성립 시기
| 연표: 불교 전통의 성립과 발전 (기원전 450년경부터 기원후 1300년경까지)                 |                         |          |                    |                          |                          |                          |                          |                          |               |               |               |
|                                                                                        |                         |          |                    |                          |                          |                          |                          |                          |               |               |               |
|                                                                                        | 450 BCE                 | 450 BCE  | 250 BCE            | 100 CE                   | 100 CE                   | 500 CE                   | 500 CE                   | 700 CE                   | 800 CE        | 800 CE        | 1200 CE       |
|                                                                                        |                         |          |                    |                          |                          |                          |                          |                          |               |               |               |
| 인도                                                                                   | 원시불교                |          |                    |                          |                          |                          |                          |                          |               |               |               |
| 인도                                                                                   | 원시불교                | 부파불교 | 부파불교           | 부파불교                 | 부파불교                 | 대승불교                 | 대승불교                 | 밀교·금강승              | 밀교·금강승   | 밀교·금강승   |               |
| 인도                                                                                   | 원시불교                | 부파불교 | 부파불교           | 부파불교                 | 부파불교                 |                          |                          |                          |               |               |               |
| 인도                                                                                   | 원시불교                |          |                    |                          |                          |                          |                          |                          |               |               |               |
| 인도                                                                                   | 원시불교                |          |                    |                          |                          |                          |                          |                          |               |               |               |
|                                                                                        |                         |          |                    |                          |                          |                          |                          |                          |               |               |               |
| 스리랑카 · 동남아시아                                                                  |                         |          | 상좌부 불교        | 상좌부 불교              |                          |                          |                          |                          |               |               |               |
| 스리랑카 · 동남아시아                                                                  |                         |          |                    |                          |                          |                          |                          |                          |               |               |               |
| 스리랑카 · 동남아시아                                                                  |                         |          |                    |                          |                          |                          |                          |                          |               |               |               |
|                                                                                        |                         |          |                    |                          |                          |                          |                          |                          |               |               |               |
| 중앙아시아                                                                             |                         |          | 그레코 불교        | 그레코 불교              | 그레코 불교              | 그레코 불교              |                          | 티베트 불교              | 티베트 불교   | 티베트 불교   | 티베트 불교   |
| 중앙아시아                                                                             |                         |          |                    |                          |                          |                          |                          | 티베트 불교              | 티베트 불교   | 티베트 불교   | 티베트 불교   |
| 중앙아시아                                                                             | 비단길을 통한 불교 전파 |          |                    |                          |                          |                          |                          | 티베트 불교              | 티베트 불교   | 티베트 불교   | 티베트 불교   |
|                                                                                        |                         |          |                    |                          |                          |                          |                          |                          |               |               |               |
| 동아시아 · 한·중·일                                                                    |                         |          |                    | 천태종 · 정토종 · 일련종 | 천태종 · 정토종 · 일련종 | 천태종 · 정토종 · 일련종 | 천태종 · 정토종 · 일련종 | 천태종 · 정토종 · 일련종 | 밀교 · 진언종 | 밀교 · 진언종 | 밀교 · 진언종 |
| 동아시아 · 한·중·일                                                                    |                         |          |                    | 천태종 · 정토종 · 일련종 | 천태종 · 정토종 · 일련종 | 천태종 · 정토종 · 일련종 | 천태종 · 정토종 · 일련종 | 천태종 · 정토종 · 일련종 |               |               |               |
|                                                                                        |                         |          |                    |                          |                          |                          |                          |                          |               |               |               |
|                                                                                        | 450 BCE                 | 450 BCE  | 250 BCE            | 100 CE                   | 100 CE                   | 500 CE                   | 500 CE                   | 700 CE                   | 800 CE        | 800 CE        | 1200 CE       |
| \| \| 범례: \| \| = 상좌부 불교 전통 \| \| = 대승불교 전통 \| \| = 밀교·금강승 전통 \| |                         |          |                    |                          |                          |                          |                          |                          |               |               |               |
|                                                                                        | 범례:                   |          | = 상좌부 불교 전통 |                          | = 대승불교 전통          |                          | = 밀교·금강승 전통       |                          |               |               |               |

## 대승과 소승
대승(大乘)은 커다란(뛰어난) 승용물(乘用物: 가르침)을 뜻하는 산스크리트어 마하야나의 번역어이며, 반대로 소승(小乘)은 조그마한(뒤떨어진) 승용물의 뜻인 산스크리트어 히나야나의 번역이다. 불교는 고타마 붓다가 입적한 후 그 가르침의 전승(傳承)을 중심으로 하는 원시불교로부터 그 정리·해석을 위주로 하는 부파(部派) 불교로 발전했으나,  서기전 1세기 무렵부터 일체중생(一切衆生)의 구제를 이상으로 하고 대중 속에 적극적으로 작용하여 자리(自利)와 함께 이타(利他)를 설법하는 보살의 가르침이 차차 융성해졌다.
그리하여 이 실천의 뒷받침이 되는 《반야경(般若經)》·《법화경(法華經)》·《화엄경(華嚴經)》 등의 경(經)이나 《중론(中論)》·《섭대승론(攝大乘論)》 등이 작성되었다. 그때 후자의 교도는 자기들의 가르침이 대승이라 자칭하고 전자를 소승이라 하여 경시했다. 대승 불교도 측에서 소승 불교라고 칭하는 상좌부 불교에 속하는 현재의 스리랑카 · 미얀마 · 태국의 불교도들은 결코 자신들의 가르침을 소승이라 하지 않는다. 중국 · 한국 · 일본 · 티베트에서는 대승 불교가 매우 발전했다.

## 원효의 일심 사상과 대승
일심 사상(一心思想)은 신라의 승려인 원효(元曉: 617-686)가 제창한 사상으로, 그는 일심(一心)이야말로 만물의 주추(主樞)이며 일심의 세계가 불국토이며 극락이라고 보았고, 또한 대승(大乘) · 불성(佛性) · 열반(涅槃) · 제9식(第九識) 등은 일심의 다른 이름이라고 하였다.
원효의 일심 사상은 그의 저서 《금강삼매경론(金剛三昧經論)》과 《대승기신론소(大乘起信論疏)》에서 철저히 천명되어 있다. 원효는 인간의 심식(心識)을 깊이 통찰하여 9식설(九識說)에 의거하여 본각(本覺)에 돌아가는 것, 즉 환귀일심(還歸一心)을 궁극의 목표로 설정하고 6바라밀(波羅蜜)을 실천할 것을 강조하고 있다. 원효는 만법귀일(萬法歸一) · 만행귀진(萬行歸眞)을 굳게 믿고 자신의 사상과 생활을 이끌어 갔다.

## 같이 보기
- 부파불교
- 소승불교
- 주의주의
- 주지주의

## 참고 문헌
- 이 문서에는 다음커뮤니케이션(현 카카오)에서 GFDL 또는 CC-SA 라이선스로 배포한 글로벌 세계대백과사전의 〈종교·철학 > 세계의 종교 > 불교 > 불교의 사상 > 대승〉 항목을 기초로 작성된 글이 포함되어 있습니다.
- 이 문서에는 다음커뮤니케이션(현 카카오)에서 GFDL 또는 CC-SA 라이선스로 배포한 글로벌 세계대백과사전의 〈세계 사상 > 사상 용어 > 동양사상 관계 > 불교 관계 > 대승·소승〉 항목을 기초로 작성된 글이 포함되어 있습니다.
- 이 문서에는 다음커뮤니케이션(현 카카오)에서 GFDL 또는 CC-SA 라이선스로 배포한 글로벌 세계대백과사전의 〈종교·철학 > 한국의 종교 > 한국의 불교 > 한국불교의 사상 > 원효의 사상 > 일심사상〉 항목을 기초로 작성된 글이 포함되어 있습니다.